# Хлебная база № 83
Хлебная база № 83 (укр. Хлібна база № 83) — предприятие пищевой промышленности в городе Бобровица Бобровицкого района Черниговской области Украины.

## История
Предприятие по хранению зерна государственного зернового резерва СССР было создано в 1936 году и первоначально имело название "Складская база почтовый ящик № 5".
После начала Великой Отечественной войны в 1941 году район был оккупирован наступавшими немецкими войсками. В период оккупации предприятие пострадало, но в дальнейшем его работа была восстановлена. В 1946 году предприятие было переименовано.
В марте 1995 года Верховная Рада Украины внесла хлебную базу № 83 в перечень предприятий, приватизация которых запрещена в связи с их общегосударственным значением.
После создания в августе 1996 года государственной акционерной компании «Хлеб Украины» база стала дочерним предприятием ГАК «Хлеб Украины».
После создания 11 августа 2010 года Государственной продовольственно-зерновой корпорации Украины база была включена в состав предприятий ГПЗКУ.
В ноябре 2010 года Антимонопольный комитет Украины оштрафовал предприятие в связи со злоупотреблением монопольным положением (установление экономически не обоснованной стоимости услуг по переоформлению хранившегося зерна).
В 2017 году на предприятии была установлена новая зерносушилка.

## Современное состояние
Основными функциями предприятия являются приёмка, обработка, хранение и отгрузка на автомобильный и железнодорожный транспорт зерновых культур (пшеницы, кукурузы и ячменя).
Общая рабочая ёмкость базы составляет 48 тыс. тонн.